# Henry Corbin
Henry Corbin (París, 14 de abril de 1903-París, 7 de octubre de 1978) fue un islamólogo y filósofo francés, relevante por haber sido el introductor de Heidegger en Francia, así como uno de los primeros y principales estudiosos occidentales del Islam chií, particularmente del área cultural iraní y místico o, en su terminología, «gnóstico».

## Biografía
Fue discípulo de Étienne Gilson y posteriormente de Louis Massignon, al que sucedería, tras prolongadas estancias en Turquía, Siria, Líbano, Egipto, y sobre todo, Irán, en la Cátedra de Islamismo y Religiones Árabes, siendo director del Departamento de Ciencias Religiosas de la École Pratique des Hautes Études de 1954 a 1974.
En esa misma época organizó el departamento de Iranología del Instituto Franco-Iraní de Teherán, siendo su fundador y director de 1946 a 1970, alternando sus estancias en Francia y en Irán; fue profesor de Historia y Teología Islámicas en la Universidad de Teherán, que le nombró doctor honoris causa en 1958. 
Entre 1949 y 1977 colaboró asiduamente con el Círculo Eranos, en lo que ha sido el más importante proyecto de investigación comparada en ciencias de las religiones de todo el siglo XX.
Corbin simultaneó su labor docente en la Sorbona y en Irán con la labor de recuperación y edición de numerosos textos filosóficos en árabe y persa, inéditos hasta entonces, rescatados por él en una larga y paciente labor de búsqueda entre manuscritos olvidados en bibliotecas oficiales o privadas en Turquía e Irán. Su colección Bibliothèque Iranienne es un auténtico hito en la historia de los estudios orientales, que publica textos inéditos o insuficientemente difundidos en persa, pahlevi o árabe (tales como las obras filosóficas y místicas de Suhrawardi o los propios estudios de investigación de Corbin).
Retirado de su actividad regular en la Sorbona en 1974, continuó sin embargo dando conferencias en la École Pratique des Hautes Études e impartiendo cursos de verano como miembro de la Academia Imperial de Teherán, donde dirigió la Biblioteca irania. También en 1974 fundó la Universidad San Juan de Jerusalén, centro internacional dedicado al estudio comparado de cristianismo, judaísmo e islam.

## Obras principales
- Histoire de la philosophie islamique, Gallimard, 1964.
- En islam iranien: aspects spirituels et philosophiques, 2ª ed., Gallimard, 1978, 4 vol.
- Avicenne et le récit visionnaire, reed. Verdier, 1999.
- L'Imam caché, L'Herne, 2003.
- Le Paradoxe du monothéisme, l'Herne, 1981.
- Temps cyclique et gnose ismaélienne, Berg International, 1982.
- Face de Dieu, face de l'homme, Flammarion, 1983.
- L'Alchimie comme art hiératique, L'Herne, 1986.
- Philosophie iranienne et philosophie comparée, Buchet/Chastel, 1979.
- Corps spirituel et Terre céleste: de l'Iran mazdéen à l'Iran shî'ite, 2ª ed. enteramente revisada, Buchet/Chastel, 1979, 303p.
- L'Imagination créatrice dans le soufisme d'Ibn'Arabî, 2ª ed., Flammarion, 1977.
- Temple et Contemplation, Flammarion, 1981.
- L'Homme de lumière dans le soufisme iranien, 2ª ed., Éditions «Présence», 1971.
- L'Homme et son ange. Initiation et chevalerie spirituelle, reed. Fayard, 2003.

## Edición en castellano
- La imaginación creadora en el sufismo de Ibn Arabi. Traducción María Tabuyo y Agustín López, edición revisada. Editorial Almuzara. 2023. ISBN 978-84-11316-37-8.
- Acerca de Jung. El buddhismo y la Sophia. Madrid: Ediciones Siruela. 2015. ISBN 978-84-16465-27-9.
- El imán oculto. Madrid: Editorial Losada. 2005. ISBN 978-84-96375-12-3.
- Tiempo cíclico y gnosis ismailí. Madrid: Editorial Biblioteca Nueva. 2003. ISBN 978-84-9742-180-5.
- Templo y contemplación. Ensayos sobre el islám iranio. Madrid: Editorial Trotta. 2003. ISBN 978-84-8164-590-3.
- La paradoja del monoteísmo. Madrid: Editorial Losada. 2003. ISBN 978-84-932916-0-0.
- El encuentro con el ángel. Tres relatos visionarios comentados y anotados por Henry Corbin. Sihâboddin Yahya Sohravardî (ed.). Madrid: Editorial Trotta. 2002. ISBN 978-84-8164-526-2.
- El hombre de luz en el sufismo iranio. Madrid: Ediciones Siruela. 2000. ISBN 978-84-7844-519-6.
- Cuerpo espiritual y tierra celeste: del Irán Mazdeísta al Irán Chiíta. Madrid: Ediciones Siruela. 1996 (2ª edición 2007). ISBN 978-84-7844-281-2.
- Avicena y el relato visionario: estudio sobre el ciclo de los relatos avicenianos. Barcelona: Ediciones Paidos Ibérica. 1995. ISBN 978-84-493-0151-3.
- El hombre y su angel. Barcelona: Ediciones Destino. 1995. ISBN 978-84-233-2496-5.
- Historia de la filosofía islámica. Madrid: Editorial Trotta. 1994 (2ª edición 2000). ISBN 978-84-8164-373-2.
- La imaginación creadora en el sufismo de Ibn Arabi. Traducción María Tabuyo y Agustín López. Barcelona: Ediciones Destino. 1993. ISBN 978-84-233-2268-8.